# Silvano Contini
Silvano Contini (* 15. Januar 1958 in Varese) ist ein ehemaliger italienischer Radrennfahrer. Seine professionelle Karriere begann er 1978 und beendete sie 1990.
Als Amateur gewann er unter anderem eine Etappe der Chile-Rundfahrt 1977. Sein Einstand in das Lager der Berufsfahrer verlief erfolgreich, er gewann im ersten Jahr den renommierten Giro del Lazio. Contini war ein Allrounder, der sowohl bei Eintagesrennen als auch Rundfahrten erfolgreich war. Herausragende Erfolge waren Etappensiege beim Giro d’Italia 1980, 1982 und 1983 und der Gewinn des Klassikers Lüttich–Bastogne–Lüttich 1982. 1988 gewann er die Rennserie Trofeo dello Scalatore.
Bei der Tour de France 1987 wurde Contini bei der 12. Etappe auf den letzten Platz gesetzt, weil er positiv auf Testosteron getestet worden war.

## Größte Erfolge
- Giro d’Italia: 1982: 7., 14. & 18. Etappe; 1983: 1. Etappe
- Paris–Nizza: 1980: 1. Etappe (Teil 1), 1981: 1. Etappe
- Tour de Romandie: 1980: 3. Etappe
- Baskenland-Rundfahrt: 1981:
- Deutschland Tour: 1981:
- Grand Prix Midi Libre: 1985:
- Lüttich–Bastogne–Lüttich: 1982
- Giro del Piemonte 1979
- Giro dell’Umbria 1985

## Teams
- 1978–1984 Bianchi
- 1985 Ariostea
- 1986 Gis Gelati
- 1987 Del Tongo
- 1988–1989 Malvor
- 1990 Gis Gelati